# Rheinland

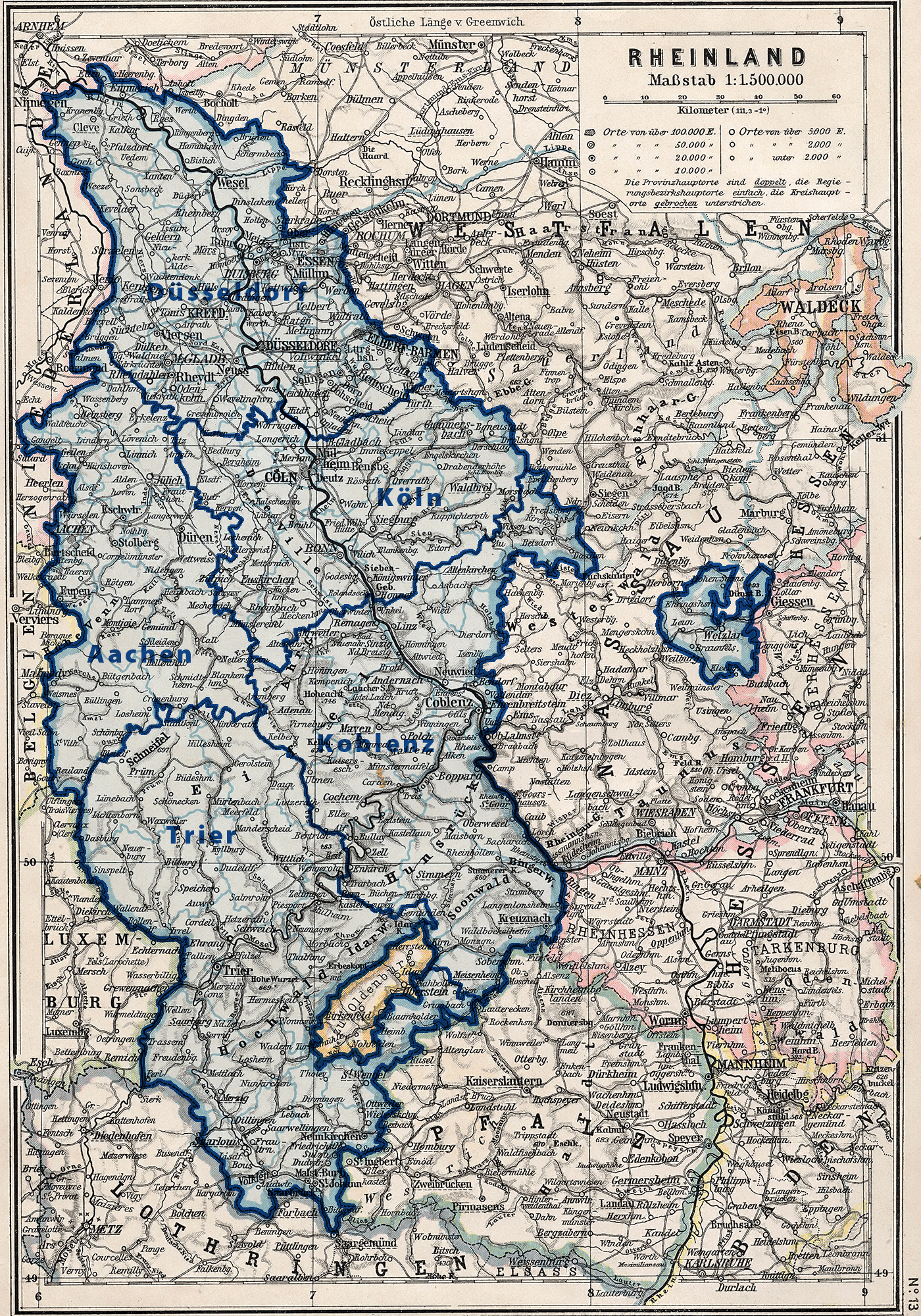
Karte der Preußischen Rheinprovinz und der angrenzenden Gebiete

Das Rheinland (ripuarisch: Rhingland; lateinisch Rhenania; abgekürzt Rhld. bzw. Rheinl.) ist eine administrativ und staatlich nicht exakt abgrenzbare Kulturlandschaft am deutschen Mittel- und Niederrhein. Geographisch gehören dazu auch weiter vom Rhein entfernt gelegene Gebiete der Kölner Bucht und des Rheinischen Schiefergebirges.
Der Begriff Rheinland für die seit dem Frühmittelalter fränkisch besiedelten Gebiete zwischen Ober- und Niederrhein kam erst um 1800 auf, nachdem Frankreich die linksrheinischen Teile der Kurpfalz annektiert hatte. Er bezeichnete im Wesentlichen die am Rhein liegenden Territorien der geistlichen Kurfürstentümer Köln, Mainz und Trier, einiger weltlicher Herrschaften sowie der Reichsstädte Aachen und Köln. Die Gebiete, deren Bewohner sich heute als Rheinländer betrachten, liegen im Wesentlichen im Westen Nordrhein-Westfalens (landesinterner Landschaftsverband Rheinland für Nordrhein) und im Norden von Rheinland-Pfalz sowie in einem kleinen, südwestlichen Teil Hessens.
Mit der Neuordnung Europas 1815 wurden die linksrheinischen Gebiete auf Preußen, das Großherzogtum Hessen und das Königreich Bayern aufgeteilt. Bayern nannte die ihm zugefallenen, ehemaligen Besitzungen der Wittelsbacher Rheinkreis, Pfalz oder Rheinpfalz, während Hessen-Darmstadt seine neue Provinz als Rheinhessen bezeichnete. Preußen wiederum fasste die Provinzen Großherzogtum Niederrhein und Jülich-Kleve-Berg 1822 zur Rheinprovinz zusammen. Deren heute zu den Bundesländern Nordrhein-Westfalen und Rheinland-Pfalz gehörigen Gebiete, der südwestliche, an den Rhein grenzende Teil der ebenfalls preußischen Provinz Hessen-Nassau, die zum Großherzogtum Oldenburg gehörige Exklave Birkenfeld im Hunsrück und Teile Rheinhessens sind im heutigen Sprachgebrauch in der Regel gemeint, wenn vom Rheinland die Rede ist.

## Der Begriff „Rheinland“
Vom Rheinland als einer umfassenden Bezeichnung für die Gebiete am Mittel- und Niederrhein mit einer einheitlichen politischen und gesellschaftlichen Struktur kann erst ab 1797 mit der staatlichen Integration des linken Rheinufers in das revolutionäre Frankreich gesprochen werden. Die zuerst vorübergehend als Cisrhenanische Republik geplante Vereinigung aller von den Franzosen besetzten linksrheinischen Länder von der Kurpfalz bis zum Herzogtum Kleve wurde nicht durchgeführt. Stattdessen wurde das gesamte linke Gebiet ab der Kurpfalz von Frankreich annektiert. Die dabei gebildeten vier neuen französischen Départements waren Roer, Rhein-Mosel, Saar und Donnersberg.
Davor war dieses Gebiet im Wesentlichen aufgeteilt auf diverse Herzogtümer und die katholischen „Territorialgebiete“ der drei Kurfürstentümer Köln, Mainz und Trier, in denen die Erzbischöfe auch die weltliche Macht als Kurfürsten innehatten. Daneben gab es in diesem gesamten Bereich noch diverse Grafschaften, kleinere Enklaven, Herrschaften, Abteien und die beiden alten Reichsstädte Aachen und Köln. Auch die Bewohner der verschiedenen Herzogtümer, Grafschaften, Erzbistümer und freien Reichsstädte wurden daher bis 1797 und über viele Jahrhunderte nicht als Rheinländer benannt, sondern als Berger, Geldener, Jülicher, Klever, Kölner und Kurkölner und so weiter. Alle diese Territorien hatten ihre eigene Obrigkeit mit den unterschiedlichsten Gesetzen und Vorschriften und einer rechtlich bevorzugten Oberschicht, den Angehörigen des Adels. Selbst der geographische Begriff „Rheinland“ wurde bis Ende des 18. Jahrhunderts nicht angewendet, entsprechend konnten die Bewohner dieser Gebiete auch keine „Rheinländer“ sein.
Nach dem Wiener Kongress wurden 1815 die auf dem linken Rheinufer liegenden Gebiete auf Preußen, Hessen und Bayern verteilt. Bayern nannte sein linksrheinisches Gebiet, das weitgehend der ehemaligen Kurpfalz mit den Gebieten der pfälzischen Nebenlinien der Wittelsbacher entsprach, Rheinkreis (später Pfalz oder Rheinpfalz), während das Großherzogtum Hessen seine linksrheinische Provinz als Rheinhessen bezeichnete. Die preußischen Gebiete umfassten den größten Teil des vormals französisch annektierten linken Rheinufers, das rechtsrheinisch im Wesentlichen um das Gebiet des von Napoleon Bonaparte hinterlassenen Großherzogtums Berg ergänzt wurde. Die von Frankreich eingeführte moderne Rechts- und Kommunalordnung wurde in diesen Gebieten weitgehend übernommen. Der napoleonische Code civil als bürgerliche Rechtsordnung blieb bis zum Inkrafttreten des BGB am 1. Januar 1900 in allen linksrheinischen Territorien weiterhin erhalten.
Die gesamten preußischen Gebiete wurden zunächst zu den zwei Provinzen Großherzogtum Niederrhein und Provinz Jülich-Kleve-Berg zusammengefasst, dann ab 1822 zu einer einheitlichen Rheinprovinz vereinigt. Dazu gehörten, obwohl „Großherzogtum Niederrhein“ genannt, auch die Gebiete des Mittelrheins nördlich der Nahe. Die Provinz bestand aus den Regierungsbezirken Aachen, Düsseldorf, Köln, Koblenz und Trier. Speziell für diese Provinz bürgerte sich der Name Rheinland ein, auch in seiner latinisierten Form Rhenania. Da vor dem 19. Jahrhundert bis zur Vereinigung zur Rheinprovinz nur die nördlichen Gebiete bis etwa in Höhe der Ruhrmündung zu Preußen gehört hatten, und die neuen Erwerbungen zudem überwiegend katholisch waren, bestanden gegen die Integration in die neue Herrschaft unter den protestantischen Preußen auch Widerstände. Es bildeten sich separatistische Gegenbewegungen, die man auch durch den historisierenden Begriff Rheinlande mit der Bildung von Forschungseinrichtungen zur regionalhistorischen gemeinsamen Geschichte des Rheinlands unterlaufen wollte. Diese separatistischen Tendenzen, die noch 1923 zum Versuch der Bildung einer Rheinischen Republik führten, konnten sich am Ende nicht durchsetzten.
Nach dem Ersten Weltkrieg erfuhr der Begriff Rheinland zeitweilig eine neue Bedeutungsebene durch die Alliierte Rheinlandbesetzung 1918/19. Wenn vom besetzten Rheinland gesprochen wurde, so meinte man nicht nur das gesamte linksrheinische Deutschland, sondern auch die rechtsrheinisch besetzten „Brückenköpfe“ (30-km-Zone) um Köln, Koblenz und Mainz.
Das Rheinland in diesem Sinne verteilte sich in der deutschen Nachkriegsordnung als Folge der nach dem Zweiten Weltkrieg von den Alliierten eingerichteten Besatzungszonen auf Hessen, Nordrhein-Westfalen, Rheinland-Pfalz und das Saarland. Durch neue Gebietsaufteilungen wurde das Rheinland in den nordrhein-westfälischen Niederrhein und den rheinland-pfälzischen Mittelrhein aufgeteilt; nur ein kleiner Teil des nördlichen Mittelrheins gehört heute ebenfalls zum Land Nordrhein-Westfalen, denn der erweiterte Niederrhein endet bei Düsseldorf, südlich davon beginnt bereits der Mittelrhein. Damit korrespondieren die Dialektgrenzen: Während Düsseldorfer Platt zur limburgischen, mithin niederfränkischen Sprache gehört, ist die Mundart Kölsch eine ripuarische, also  mittelfränkische Variante. Der größere Teil der Gebiete am Mittelrhein gehört jedoch zu Rheinland-Pfalz, einschließlich der rechtsrheinischen Gebiete unterhalb Bonn bis zum Rheingau-Taunus-Kreis sowie Rheinhessen und die ehemalige bayrische Rheinpfalz. Hessen dagegen besitzt kein linksrheinisches Gebiet mehr. Das Saarland hatte bis zum 1. Januar 1957 kurzzeitig und wie bereits zeitweise nach dem Ersten Weltkrieg einen Sonderstatus.
Im engeren Sinne sind mit Rheinland heute oft nur noch die nordrhein-westfälischen und rheinland-pfälzischen Teile der ehemaligen Rheinprovinz gemeint und in Nordrhein-Westfalen noch weiter eingrenzend der Landschaftsverband Rheinland. Für die Evangelische Kirche im Rheinland hat sich über alle geschichtlichen Umwälzungen hinweg nichts an der ursprünglichen Ausdehnung der Kirchenprovinz geändert, die mit dem Gebietsstand der preußischen Rheinprovinz deckungsgleich ist.

## Geschichte

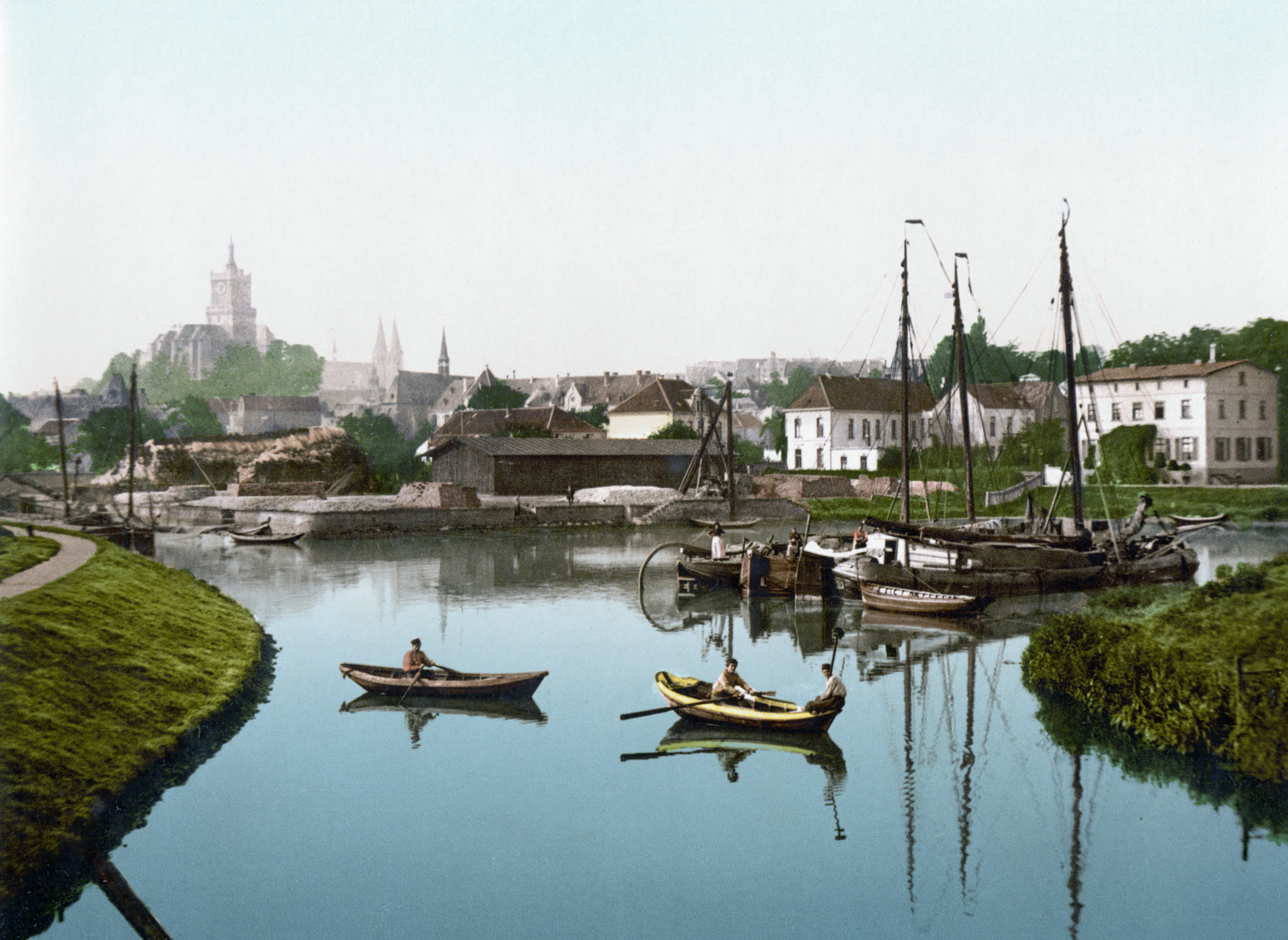
Unstreitige Nordgrenze der Rheinlande: Kleve (historische Aufnahme um 1895, koloriert)

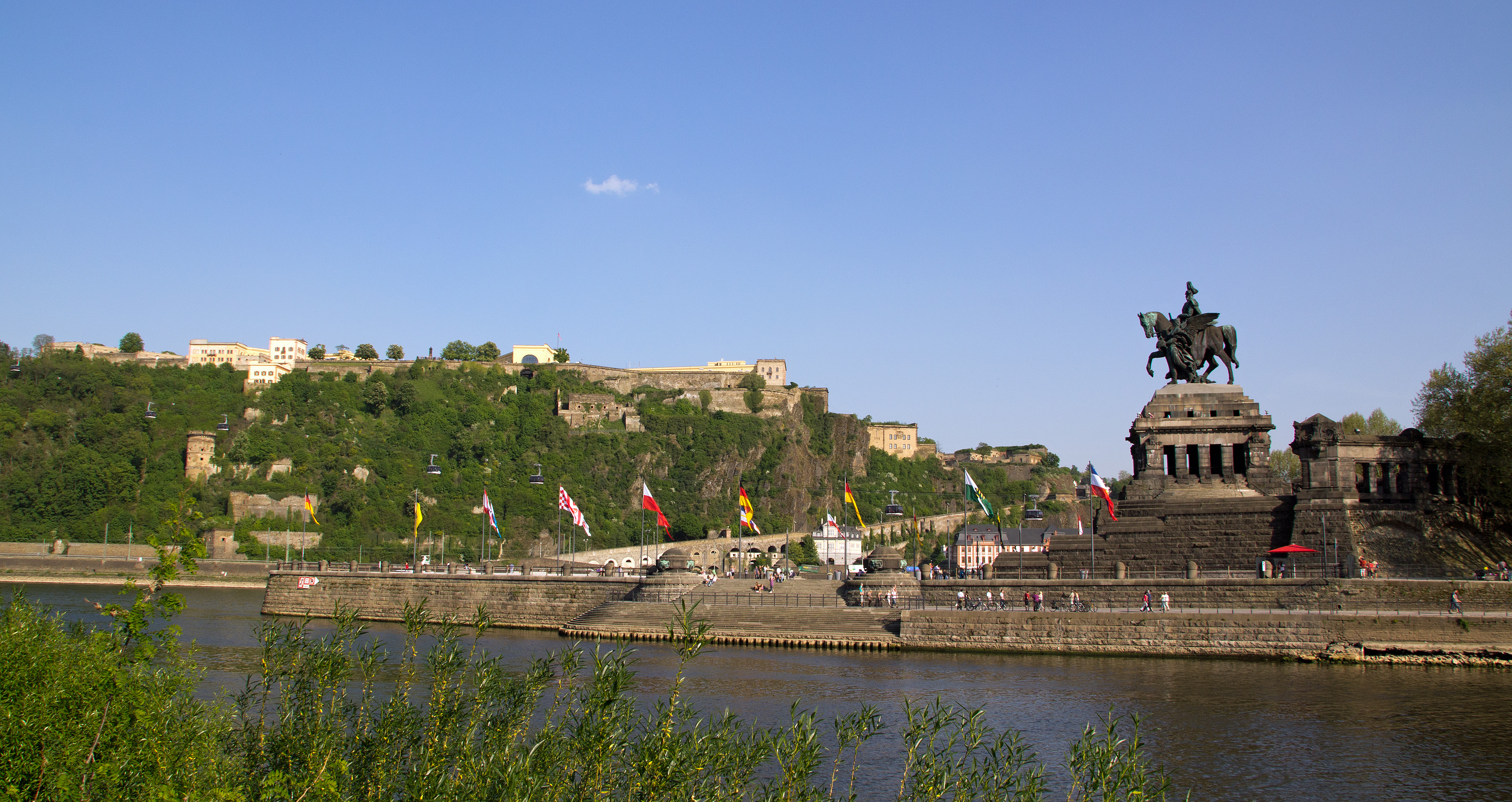
Das Deutsche Eck in Koblenz

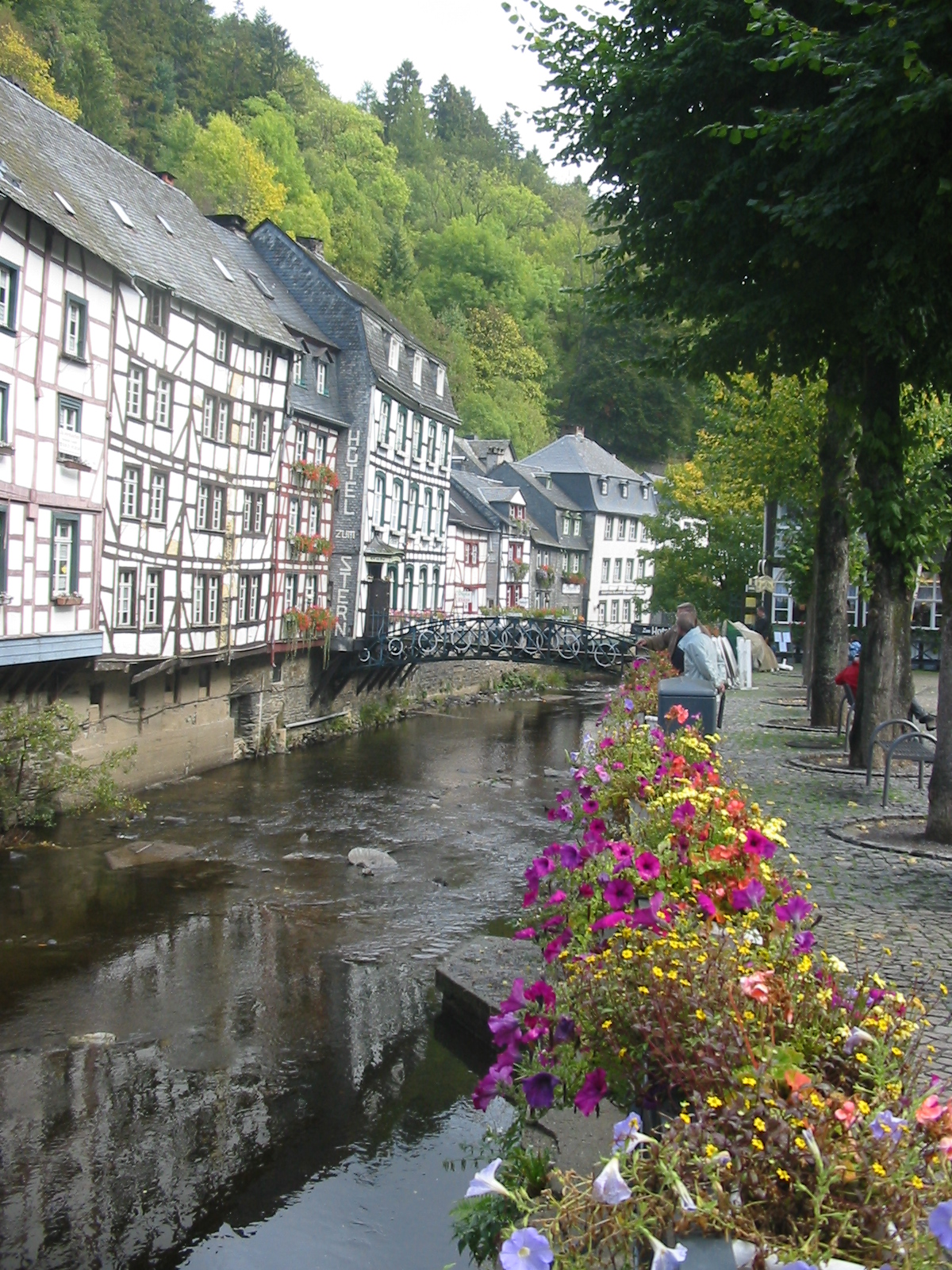
Weit westlich des Rheins und doch Rheinlande: die Eifel, hier Monschau an der Rur

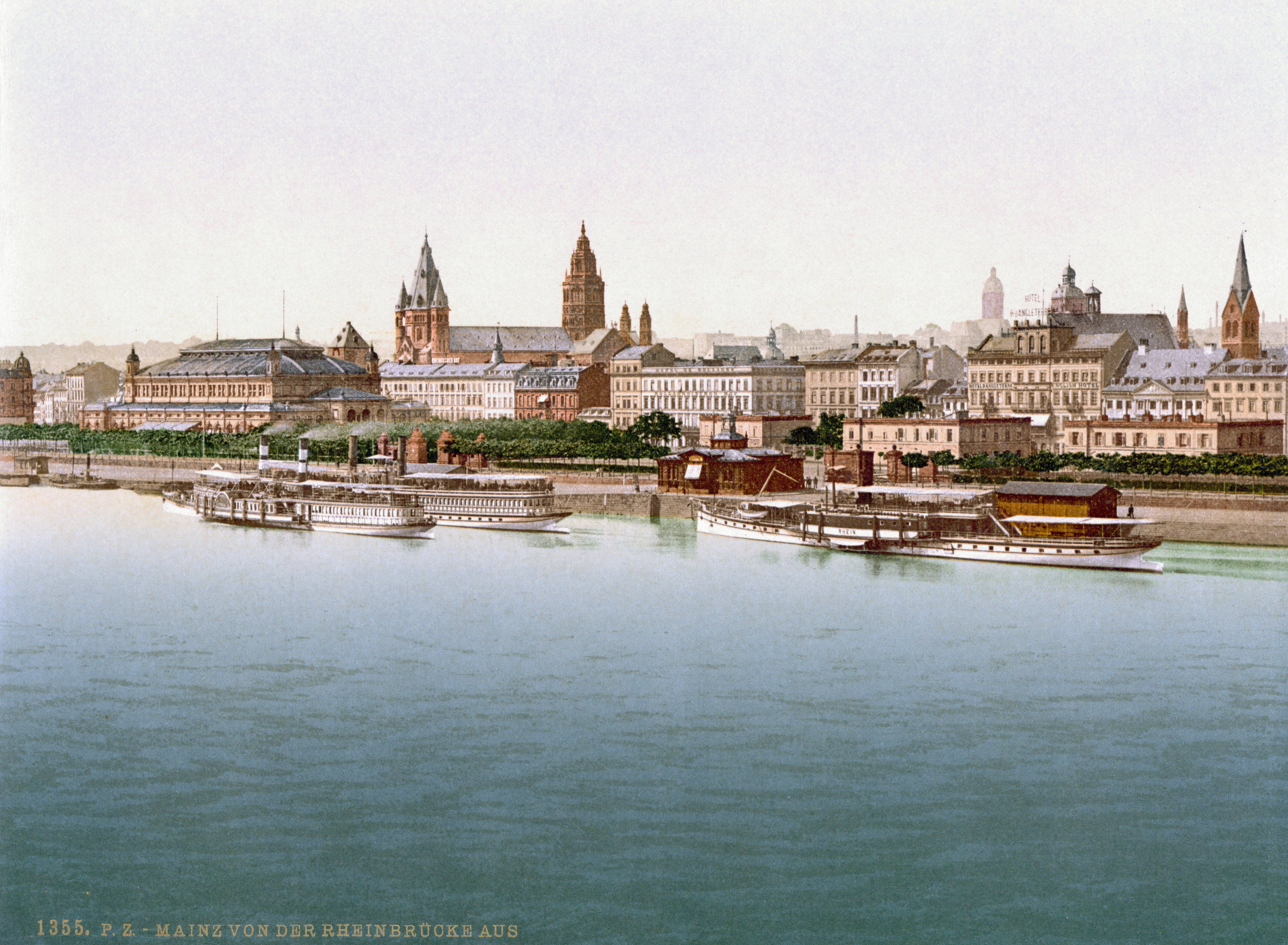
Noch Rheinlande? Ein Grenzfall: Mainz am Rhein, um 1900

Die Integration der preußischen Rheinprovinz in den Staat Preußen gestaltete sich schwierig. Um sich von Preußen abzugrenzen, verstärkte sich in der linksrheinischen Kernregion der Rheinprovinz der Wunsch, die historischen Wurzeln als Basis für die gemeinsame Entwicklung zu untersuchen. Forschungseinrichtungen und regionalhistorische Vereinigungen wurden gegründet, die den historisierenden Begriff Rheinlande für ihre gemeinschaftliche Tradition verwendeten. Beispiele hierfür sind die Gründungen des Kunstvereins für die Rheinlande und Westfalen 1829 in Düsseldorf, des Naturhistorischen Vereins der Rheinlande und Westfalens 1833 in Koblenz und der Gesellschaft für Rheinische Geschichtskunde 1881 in Köln. Der Kunstverein in Düsseldorf gehört mit über 3000 Mitgliedern zu den größten derartigen Vereinen in Deutschland.
Das 1920 von Hermann Aubin gegründete „Institut für geschichtliche Landeskunde der Rheinlande“ an der Universität Bonn, das ab 1925 von der preußischen Rheinprovinz mitfinanziert wurde, hatte ursprünglich den politischen Hintergrund, zur Abwehr französischer Ansprüche die landes- und kirchengeschichtlichen, alltagsgeschichtlichen, sozialen und linguistischen Gemeinschaftsstrukturen dieser übergreifenden Gebiete am Rhein zu erforschen. Das ehemalige Institut wird heute als „Abteilung der Rheinischen Landesgeschichte“ des Instituts für Geschichtswissenschaft an der Universität Bonn weitergeführt und arbeitet eng mit dem 1925 gegründeten „Verein für geschichtliche Landeskunde der Rheinlande“ zusammen.
Die Forschungsthemen auf diesem Gebiet haben sich bis heute wenig geändert, konzentrieren sich jedoch heute frei von diesen politischen Bestrebungen auf eine Kernregion des Rheins von Koblenz bis Düsseldorf unter Einbeziehung der Eifel. Verschiedene heimatkundliche Vereine, die ebenfalls in der Zeit der Weimarer Republik gegründet wurden, wirken eng mit diesem Institut auf dieser Verständnisbasis der Kernregion zusammen.
Eine gängige aktuelle Auslegung des „Rheinischen“ vom siedlungs- und kunsthistorischen Standpunkt bezieht sich auf ein Kerngebiet zwischen der Maas als Westgrenze, der Mosel als Süd- und dem Rhein als Ostgrenze. Etwas erweitert wird dieses Kerngebiet noch um die Areale südlich der Nahe bis zum Pfälzerwald und dem schmalen rechtsrheinischen Streifen zwischen Emmerich und dem Rheingau.
Der „Geschichtsforschungen Rheinlande Verlag“ gibt Einzelpublikationen zu speziellen Kulturdenkmälern des Gebiets heraus.
Im Zuge der nationalen Begeisterung nach dem von Frankreich erklärten Deutsch-Französischen Krieg 1870/71, der mit der Wiedereroberung linksrheinischer Oberrhein-Gebiete (Elsass und Lothringen) endete, kam die Tendenz auf, den Rheinlande-Begriff weiter auszulegen als es nach der altfränkisch-karolingischen Tradition sinnvoll wäre.
Der erste Reiseführer über die „Rheinlande“ von Karl Baedeker hatte in seiner Erstausgabe von 1854 den Oberrhein beiderseits bis Basel mit einbezogen. Dies wurde auch in den Folgeauflagen bis zum Ersten Weltkrieg beibehalten. In dieser gesamtrheinischen Tradition, die den Begriff auf den Fluss von der Quelle bis zur Mündung bezieht und das Elsass sowie Lothringen einbezieht, verstand sich auch die von Wilhelm Schäfer von 1900 bis 1922 herausgegebene Zeitschrift Die Rheinlande. „Das Rheinische“ war für Schäfer schlichtweg „das Deutsche“. Nach 1918, als das Elsass und Lothringen wieder an Frankreich zurückfielen, wurden aus dem Ressentiment über den Versailler Vertrag heraus von großdeutsch denkenden Geografen wie Friedrich Metz die Oberrheinlande (Gebiete beiderseits des Oberrheins) als einheitlicher deutscher Kulturraum postuliert. Kritiker haben in diesem Verständnis eine Vorstufe zum nationalsozialistischen Ansatz gesehen, der mit dem „rheinischen Deutschland“ bzw. der „rheinischen Zone“ den ganzen Rhein als deutschen Kulturraum zwischen der Schweiz und den Niederlanden meinte (z. B. Gustav Braun, 1936). Diese Kritik ist aber wohl schon deshalb überzogen, weil sich im Elsass bis heute der spezifische, deutsche Dialekt erhalten hat und die über Jahrhunderte entwickelte Kultur mit Straßburg als eine der glänzendsten Reichsstädte ihre Wurzeln im alten deutschen Reich hat. Badener und Elsässer sind geografische Nachbarn und als Alemannen auch ethnisch-kulturell Verwandte. Insofern gibt es mehr ursprüngliche, gemeinsame kulturelle Verflechtungen und Identitäten als zu den französischen Kernlanden. Ähnliches trifft für das Gebiet des ehemaligen fürstbischöflichen Basel zu.
Nach 1945 spielen von Deutschland ausgehende völkische Konzepte keine Rolle mehr. Allerdings hat Frankreich nach dem Zweiten Weltkrieg erneut versucht, die seit dem 17. Jahrhundert (siehe Reunionspolitik) stets und nachhaltig verfolgte „natürliche“ Ostgrenze am Rhein „endlich“ zu etablieren (so die Forderung General de Gaulles im Herbst 1945 vor Offizieren, ähnlich wiederholt 1959). So hatten 1840 massive Forderungen mit Kriegsdrohungen Frankreichs in den deutschen Staaten zu Abwehr- und Verteidigungshaltungen geführt, verkörpert in dem Lied Die Wacht am Rhein. Seitens Deutschland waren territoriale Erweiterungen nach Westen nie beabsichtigt – ausgenommen der Sonderfall des im 17. Jahrhundert von Frankreich militärisch aus dem Reichsverband herausgebrochene Elsass-Lothringen, das von 1871 bis 1918/19 als Reichsland Elsaß-Lothringen zu Deutschland gehörte. 
Vom kunst- und kulturhistorischen Standpunkt hat sich jedoch, auch wenn der Oberrhein außen vor bleibt, eine großzügige Auslegung des Rheinlande-Begriffs gehalten. Der Geschichtliche Atlas der Rheinlande, dessen Vorläufer Geschichtlicher Atlas der Rheinprovinz unter Wilhelm Fabricius 1897 bereits die Preußischen Rheinlande zum räumlichen Inhalt hatte, unterstützte in den von 1981 bis 2008 herausgegebenen Kartenblättern einen erweiterten Kulturraum beiderseits des Rheins zwischen der niederländischen Grenze und Mainz südlich bis in die Pfalz (Bayern) hinein. Untersucht wurden die verschiedensten kulturhistorischen Aspekte.
Auch Reclams Kunstführer „Rheinlande – Westfalen“ (Ausgabe von 1959) ist – unter Einbeziehung Rheinhessens – um eine ganzheitliche Erfassung der Baudenkmäler beiderseits des Rheins bis Mainz bemüht. Auch einige zeitgenössische Kunstreiseführer sehen das Gebiet um Mainz als Grenze zwischen zwei architekturgeschichtlich und ikonografisch unterschiedlichen Kunstregionen am Rhein.

## Gängige geografische Definition
Der Begriff Rheinland ist zwar geowissenschaftlich nicht genau definierbar, wird aber seit der Nachkriegsordnung im Sprachgebrauch fast einheitlich verwendet:
Der rheinische Anteil Nordrhein-Westfalens grenzt im Norden und Westen an die Niederlande sowie im Südwesten an Belgien und im Osten an Westfalen. Der rheinland-pfälzische Teil grenzt im Westen an Belgien und Luxemburg, im Südwesten an das (früher ebenfalls zum Rheinland gezählte) Saarland und im Süden an das Nordpfälzer Bergland und die Rheinhessische Schweiz. Östlich stößt er an Hessen, nordöstlich an Westfalen. Die höchste Erhebung des nordrhein-westfälischen Landesteils ist der in der Eifel gelegene Berg Weißer Stein mit 689 m. Der Erbeskopf im Hunsrück ist mit 816 m die höchste Erhebung des rheinland-pfälzischen Landesteils und damit des Rheinlandes insgesamt und auch der höchste deutsche Berg links des Rheins, der das Land von Südosten nach Nordwesten durchfließt. Zwischen Bingen und Bonn zerschneidet jener das Rheinische Schiefergebirge. Die die Norddeutsche Tiefebene begrenzende Mittelgebirgsschwelle verläuft östlich des Rheins am Unterlauf der Ruhr entlang, dann in südlicher Richtung ungefähr auf der Linie Mülheim an der Ruhr–Solingen–Bergisch Gladbach–Bonn, dann westlich bis nordwestlich in einem Bogen über Düren nach Aachen.

## Landschaften
- Niederrhein
- Rheinisches Ruhrgebiet
- Jülich-Zülpicher Börde
- Kölner Bucht
- Bergisches Land
- Siebengebirge
- Vorgebirge
- Ahrtal
- Eifel
- Maifeld
- Mittelrhein
- Neuwieder Becken
- Westerwald
- Westen des Siegerlands (im Übrigen westfälisch)
- Hunsrück/Naheland
- Westlicher Taunus und Rheingau

## Bevölkerung und Religion
Die Bevölkerung des Rheinlandes setzte sich bis in die Spätantike aus Angehörigen keltischer und germanischer Stämme zusammen, sowie aus Romanen und anderen Menschen, die ihre Wurzeln im gesamten Römischen Reich hatten. Beispielsweise gab es bereits im Jahr 321 eine jüdische Gemeinde in Köln. In der Zeit der Völkerwanderung kam es zur Landnahme der germanischen Franken. Sie wurden zur gesellschaftlichen Führungsschicht, verdrängten die alteingesessene Bevölkerung jedoch nicht, sondern verschmolzen allmählich mit ihr. Am Niederrhein ließen sich die Salfranken nieder. Weiter südlich, um Köln, siedelten die Ripuarischen oder Rheinfranken, und entlang der Mosel, am Mittelrhein um Koblenz und entlang der Lahn, die Moselfranken. Im nördlichen Rheinland hinterließen auch die niedersächsischen Westfalen ihre Spuren.
Orts- und Familiennamen spiegeln diese ethnische Vielfalt bis heute wider. So deuten Orte, die auf „-heim“ enden, auf fränkische Gründungen hin, während die linksrheinischen, von den Römern gegründeten Städte meist ihre lateinische Namen in germanisierter Form beibehielten. Es überdauerten aber auch noch ältere, keltische Ortsbezeichnungen, die beispielsweise auf „-acum“ (im neuhochdeutschen „-ach“ oder „-ich“) endeten, wie etwa Andernach oder Bacharach.
Auf die Römerzeit gehen sowohl z. B. der Weinbau an Rhein, Mosel und anderen Nebenflüssen zurück als auch die Verbreitung des Christentums. Bereits in Römerzeit waren Köln, Trier und Mainz Bischofssitze. Ab dem Ende des 5. Jahrhunderts, nach der Taufe ihres Königs Chlodwig I., bekannten sich auch die Franken nach und nach zum Katholizismus. Er ist der bis heute das dominierende religiöse Bekenntnis im Rheinland, was auf den jahrhundertelangen Einfluss der drei geistlichen Kurfürstentümer zurückzuführen ist. Seit der Reformation im 16. Jahrhundert konvertierten einige weltliche Landesherren und wegen des Grundsatzes „Cuius regio, eius religio“ in der Foge auch ihre Untertanen zum Protestantismus. Daher leben im Bergischen Land, am nördlichen Niederrhein oder in den zur Kurpfalz gehörigen Gebieten mitunter auch mehrheitlich Lutheraner oder Calvinisten. Aufgrund der Einwanderung vor allem türkischer Arbeitsmigranten seit den 1960er Jahren leben heute auch zahlreiche Muslime im Rheinland, hauptsächlich in den Ballungsräumen.

## Gemeinwesen

### Kreisfreie Städte
Nordrhein-Westfalen:
Aachen **, Bonn, Düsseldorf, Duisburg, Essen *, Köln, Krefeld, Leverkusen, Mönchengladbach, Mülheim an der Ruhr, Oberhausen *, Remscheid, Solingen, Wuppertal *
Rheinland-Pfalz:
Koblenz, Trier, Mainz

### Kreise/Landkreise
Nordrhein-Westfalen:
Kleve, Wesel *, Viersen, Heinsberg, Rhein-Kreis Neuss, Mettmann *, Rhein-Erft-Kreis, Rheinisch-Bergischer Kreis, Oberbergischer Kreis, Rhein-Sieg-Kreis, Euskirchen, Düren, Städteregion Aachen; der Kreis Borken zählt zu Westfalen, die kreisangehörige Stadt Isselburg lag indes bis zur Auflösung des Kreises Rees 1975 im Gebiet des LVR.
Rheinland-Pfalz:
Altenkirchen (Westerwald), Westerwaldkreis, Neuwied, Ahrweiler, Mayen-Koblenz, Rhein-Hunsrück-Kreis, Cochem-Zell, Bernkastel-Wittlich, Vulkaneifel, Bitburg-Prüm, Trier-Saarburg, Birkenfeld, Bad Kreuznach, Rhein-Lahn-Kreis, Mainz-Bingen
Hessen:
Rheingau-Taunus

## Kultur

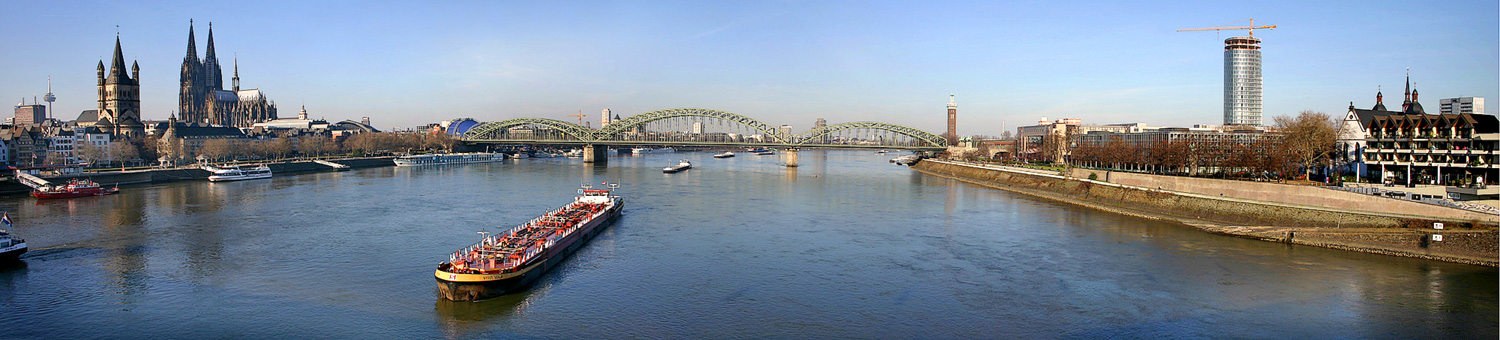
Ein Zentrum der Rheinlande, von den Rheinfranken bis heute: Köln (Panorama, von der Deutzer Brücke aus gesehen)

So ungebräuchlich der Begriff „Rheinlande“ für die historischen Gebiete im 21. Jahrhundert geworden ist, umso mehr besteht dennoch unverändert ein großes Interesse an der historischen und aktuellen Region Rheinland. Neben der Erforschung der historischen Fakten werden auch die Zusammenhänge für die Veränderungen bis zu den aktuellen Verhältnisse in Politik, Kultur, Bevölkerungsentwicklung und Wirtschaft untersucht. In einer von Gunter E. Grimm und Bernd Kortländer 2005 herausgegebenen Aufsatzsammlung „Rheinisch. Zum Selbstverständnis einer Region“ werden dazu – abgesehen von den bekannten geografischen, historischen und politischen Zusammenhängen – aus unterschiedlichen Blickwinkeln auch noch die im Folgenden beschriebenen Themenkreise ausführlicher untersucht.

### Sprache
Auf dem Gebiet der ehemaligen preußischen Rheinprovinz werden kleverländische, südniederfränkische, ripuarische, moselfränkische und rheinfränkische Dialekte gesprochen, die sich so sehr voneinander unterscheiden, dass von einem homogenen rheinischen Dialektraum keine Rede sein kann. Sprachliche Übergänge markiert der Rheinische Fächer, wobei zu beachten ist, dass die Grenzen der einzelnen Dialekte ineinander übergehen und keine starren Begrenzungslinien vorhanden sind.
Im nördlichen Rheinland, am Niederrhein bzw. partiell im Bergischen, nördlich der Benrather Linie (maken/machen-Isoglosse), herrschen die niederfränkischen, vom Standarddeutschen beeinflussten, aber gleichwohl als Dialekte des Niederländischen klassifizierten Dialekte vor: Kleverländisch und Südniederfränkisch beiderseits der den Niederrhein teilenden Uerdinger Linie (ik/ich-Isoglosse). Südniederfränkisch kann als Übergangsmundart zwischen niederfränkischem und hochdeutschem Sprachgebiet betrachtet werden.
Die Gebiete südlich davon liegen im westmitteldeutschen Teil des hochdeutschen Sprachgebiets: Bis in etwa der Landesgrenze zwischen Nordrhein-Westfalen und Rheinland-Pfalz, genauer gesagt bis zur Vinxtbach-Linie (Dorp/Dorf-Isoglosse) wird der nördliche mittelfränkische Dialekt des Ripuarischen, darunter die kölsche Mundart, gesprochen, während es sich südlich dieser Linie um ebenfalls mittelfränkisches Moselfränkisch handelt. Östlich bzw. südlich der Sankt Goarer Linie (dat/das-Isoglosse) beginnen die rheinfränkischen Mundarten, zu denen auch Rheinhessisch zählt.
Im aktuellen Kreis Kleve und Teile des Kreises Wesel lässt sich streiten, ob der ursprüngliche Dialekt ein deutscher mit starkem niederländischen Einfluss oder ein niederländischer mit starkem deutschen Einfluss war. Als die Preußen im Vertrag von Utrecht 1713 weitgehend den nördlichen Teil der Oberquartiers vom ehemaligen Herzogtum Geldern übernahmen, wurde in diesem Gebiet weitgehend ein niederländischer Dialekt gesprochen.
Diese Sprachverteilung, Verwendung von kleverländischen Dialekten, änderte sich bis zum Ende des 19. Jahrhunderts in diesen Gebieten nicht. Es folgte von 1794 bis 1814 die Zeit unter französischer Oberhoheit, in der zusätzlich noch französisch teilweise gesprochen wurde. Erst als 1815 die Preußen für dieses Gebiet wieder zuständig wurden änderte sich dies. Die Preußen führten nun im 19. Jahrhundert als alleinige Schulsprache Deutsch ein, wodurch der Gebrauch des Niederländischen immer stärker verdrängt wurde.
Übergreifende Untersuchungen phonetischer Besonderheiten der gesprochenen Hochsprache sowie regionaler Einfärbungen der historischen Schriftsprache beispielsweise in Gerichtsurkunden haben jedoch ergeben, dass, unter Berücksichtigung mehrerer sprachhistorischer Überlagerungsschübe, durchaus gemeinsame Merkmale der rheinischen Regiolekte auf einem großflächigen Terrain zwischen Nieder- und Mittelrhein vorliegen.
Dokumentiert werden die Dialekte der Rheinlande im Rheinischen Wörterbuch.

### Küche
Eine einheitliche Rheinische Küche, die alle Gebiete zwischen Nahe im Süden und Niederlande im Norden abdeckt, gibt es nicht. In ländlichen Gebieten insbesondere am Niederrhein, in der Eifel und im Großraum Mosel bis zur Nahe waren viele Menschen bis zur Mitte des 20. Jahrhunderts Selbstversorger. Kartoffeln, Kohl, Möhren, Lauch, Sellerie, Spinat, Salat, Gurken und Äpfel waren die autark erzeugten Grundnahrungsmittel, die im Sommer reichlich vorhanden waren und für den Winter konserviert wurden. Als Alltagsküche dienten vornehmlich Suppen und Eintöpfe, Speisen wurden gelegentlich mit deftigen Wurstresten angereichert (z. B. Himmel und Erde). Katholischer Tradition entspringend gab es Fleisch meist nur sonntags, häufig aus eigener Schlachtung. Der Freitag war besonders in den Gebieten, die im Bereich von Gewässern lagen, ein Fisch-Tag. Dieser wurde sowohl von Fischern gefangen und auf Märkten angeboten wie auch selbst geangelt: Aal, Forelle, Barsch, Lachs, zur Saison auch Muscheln rheinische Art. Traditionelle Festtagsgerichte im Gegensatz zur einfachen Alltagsküche (z. B. Rheinischer Sauerbraten, Martins- und Weihnachtsgans, Karpfen blau zu Silvester) wurden im gesamten Rheinland bewusst gepflegt.
Ab ca. 1970 gingen wie überall in Westdeutschland die regionalen Traditionen zunächst in den urbanen Zentren, später aber auch im „Vüürjebersch“ zu Gunsten internationaler Einflüsse zurück. Auch kleine Orte hatten alsbald ihren eigenen „Italiener“ bzw. „Griechen“. Im 21. Jahrhundert bemühen sich einige Gastronomen, die überlieferten ländlichen Rezepturen verfeinert wieder auf den Tisch zu bringen. Im Vergleich zu anderen deutschen Regionalküchen hat eine „rheinische Küche“ jedoch noch keine außerhalb der Rheinlande wahrgenommene Beachtung erfahren.
Die Weinkultur an Mittelrhein, Ahr und Mosel-Saar-Ruwer ist von dieser regionalen Einschränkung nicht betroffen.

### Literatur und Malerei

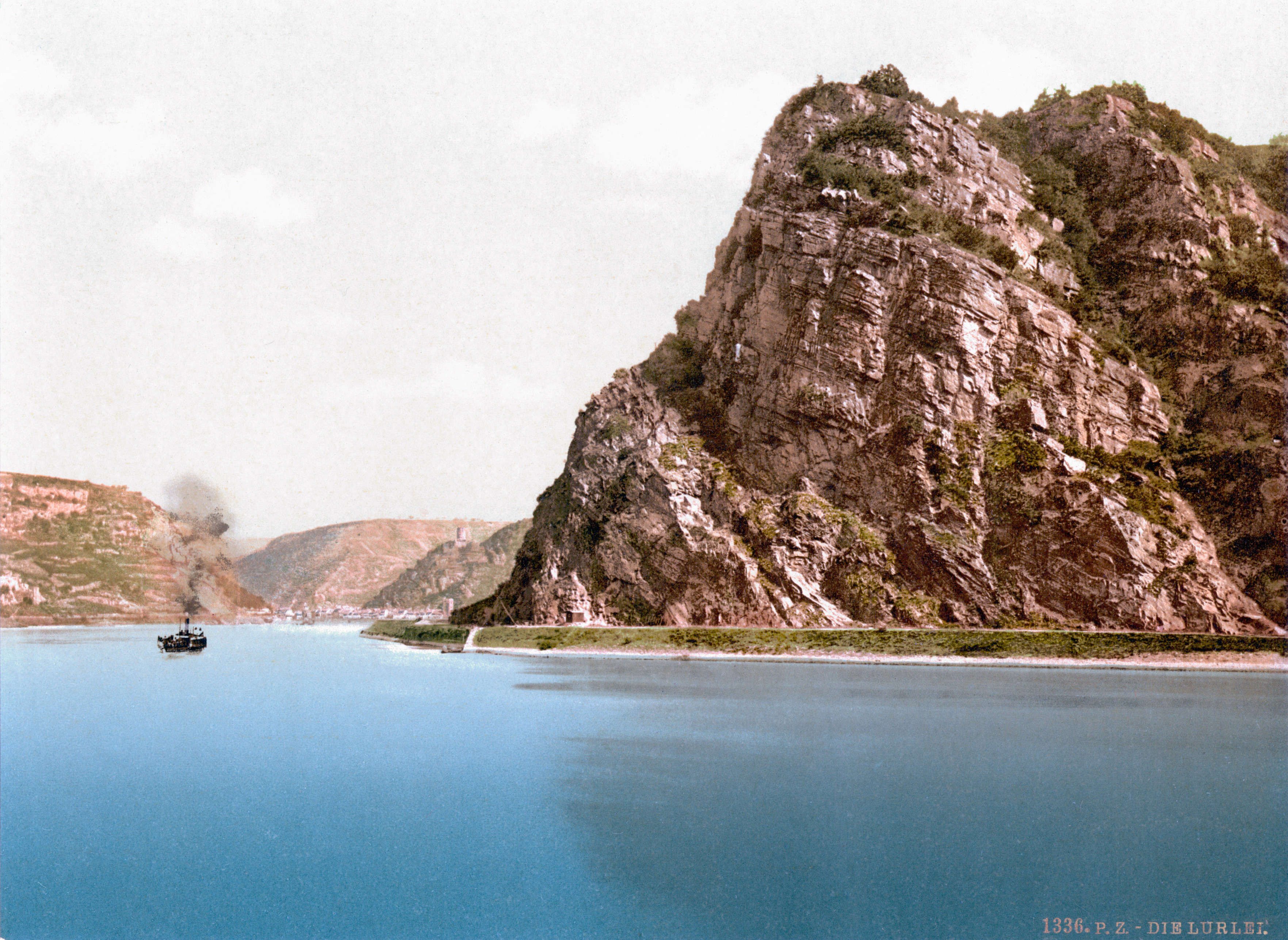
Inbegriff der Rheinromantik: Die Loreley (Aufnahme um 1900)

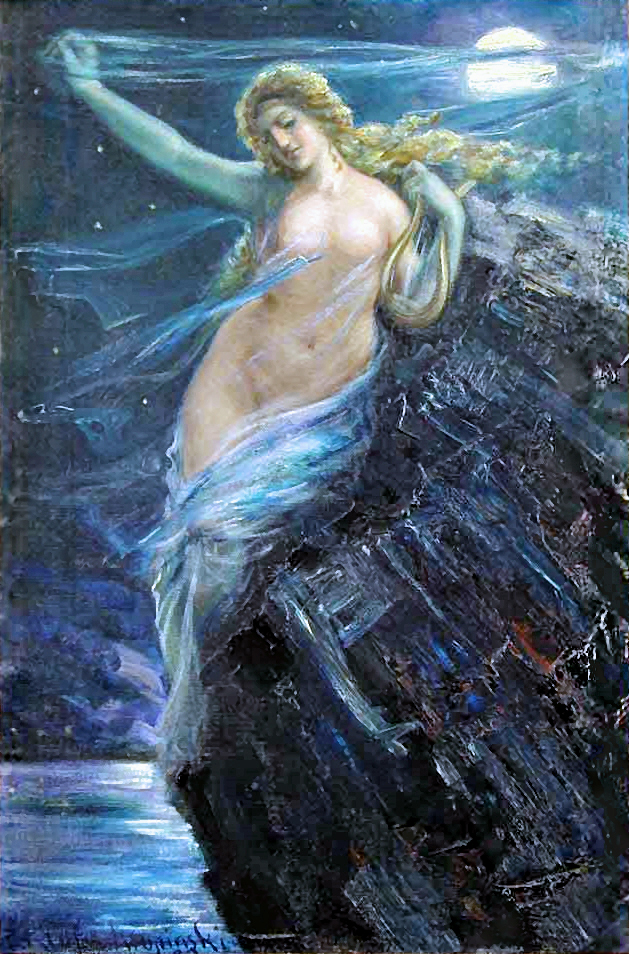
Emil Krupa-Krupinski: Loreley (1899)

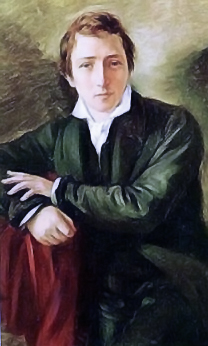
Heinrich Heine, geboren in Düsseldorf

### Musik

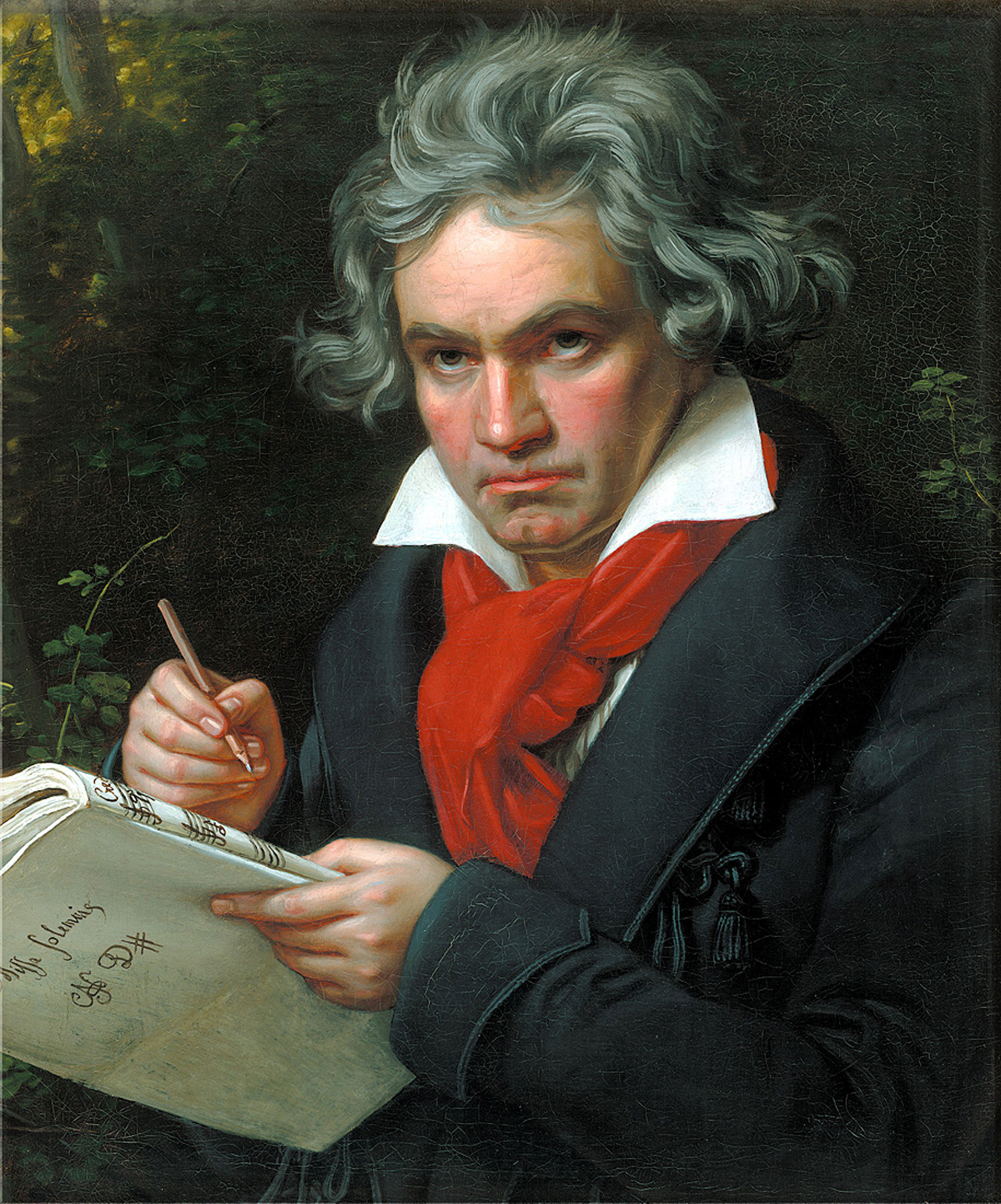
Ludwig van Beethoven: Mit 22 Jahren verließ er das Rheinland. Trotzdem Schöpfer einer „rheinischen Musik“?

### Brauchtum

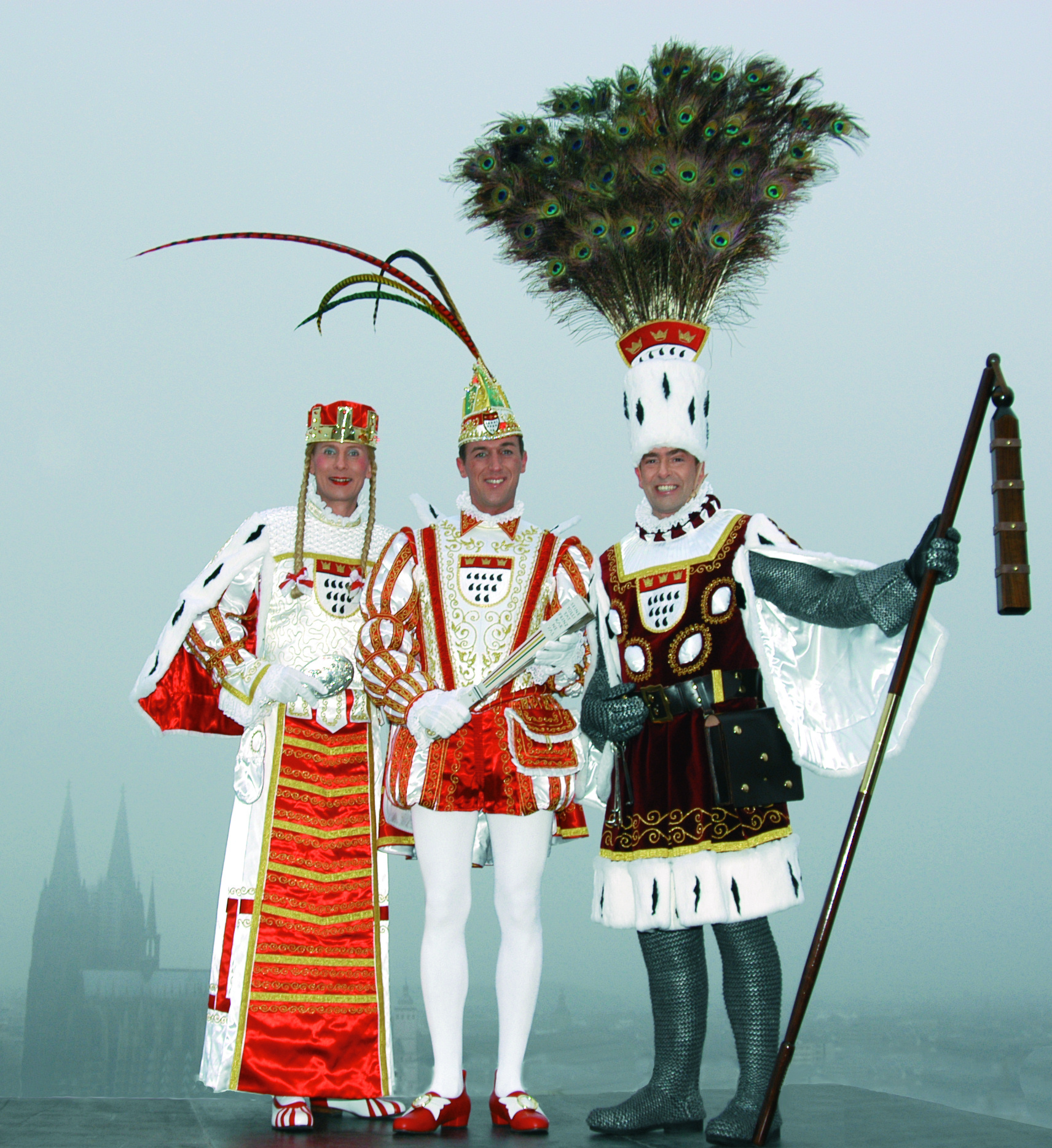
Kölner Karneval = Rheinische Musik = Rheinische Mentalität? (Folkloristischer Definitionsansatz)